# 原田謙介
原田 謙介（はらだ　けんすけ、1986年（昭和61年）5月10日 - ）は、日本の政治活動家、市民活動家、NPO法人YouthCreate元代表理事、元参議院議員秘書、ラジオパーソナリティ。岡山大学非常勤講師、中野区社会福祉協議会評議員、グリーンバード中野チームリーダーなどを務めた。「若者と政治をつなぐ」活動を10年以上続けている。

## 経歴
岡山県津山市生まれ。倉敷市立万寿東小、愛媛県愛光中学校・高等学校、東京大学法学部卒業。大学在学中は、江田五月事務所のインターンを務める。また、投票率向上を目指して学生団体ivoteを立ち上げ、各党国会議員と学生との飲み会を行う「居酒屋ivote」、メールを活用した「ivoteメールプロジェクト」、全国18カ所で開催「20代の夏政り」等を行う。
大学卒業後、インターネット選挙運動解禁を目指す「One Voice Campaign」発起人を務める。スタートと同時にネットを中心に多くの賛同を集め、各党国会議員と有識者をゲストとするシンポジウムを開催した。
2012年11月、「政治と若者をつなぐ」をNPO法人YouthCreateを設立し、地方議員と若者の交流会「VotersCafe」の開催や、子育てを始めた世代と政治をつなぐことを目的にハンドブック作成・ワークショップ開催等を行う。
2014年の第47回衆議院議員総選挙、2016年の第24回参議院議員通常選挙では、有権者がTwitterを通じて候補者に質問をすることができる「ASK NIPPON 2014」をヤフー株式会社とともに実施。
2015年6月には、参議院の「政治倫理の確立及び選挙制度に関する特別委員会に与党（自公）参考人として招致され、「選挙権年齢引き下げ」に関して意見陳述を行う。また、文部科学省・総務省が2016年秋に作成し全高校生に配布した「政治や選挙等に関する高校生向け副教材」の執筆にも携わる。その後、全国の延べ1万人以上の中高生に主権者教育出前授業の実践や、教員向け研修会・模擬授業などを行う。
2019年1月、地元岡山に戻り、同年7月の第25回参議院議員通常選挙に立憲民主党公認で岡山県選挙区での出馬を表明（社会民主党・日本共産党岡山県委員会推薦、国民民主党支持）。2019年7月、自由民主党現職の石井正弘（415,968票）（公明党推薦）、諸派の政治団体「NHKから国民を守る党」新人の越智寛之（33,872票）との戦いとなり24万8990票で落選。
2020年4月、岡山シティエフエムでディレクターのHIITONや地元の高校生・大学生とともにラジオ番組を企画・収録。メインパーソナリティーを務める。 10月、次期衆議院総選挙において、立憲民主党公認で岡山1区の立候補予定者に決まった。
2021年11月、第49回衆議院議員総選挙において、小選挙区の岡山1区で自由民主党現職の逢沢一郎（90,939票）（公明党推薦）、日本共産党の新人の余江雪央（8,990票）との戦いとなり65,499票を得るも2位で敗れ、重複立候補した比例代表の中国ブロックでも惜敗率で及ばず落選した。
2024年10月、第50回衆議院議員総選挙において、小選挙区の岡山1区で自由民主党現職の逢沢一郎（67,710票）（公明党推薦）らとの戦いとなり51,535票を得るも5人中2位で敗れ、重複立候補した比例代表の中国ブロックでも惜敗率で及ばず落選した。

## 活動
委員会歴等
- 内閣府子ども・若者育成支援推進点検・評価会議委員
- 岡山大学講師：実践デモクラティックラーニング（2016年4月より）
- 岡山県若者参画促進アドバイザー（2015年度）
- 長崎県大村市選挙啓発アドバイザー（2016年4月より）
- 平成26年度内閣府青年社会活動コアリーダー育成プログラムドイツ派遣団
- World Forum for democracy2014日本代表
- 世界経済フォーラム、グローバルシェイパー東京HUB

メディア出演
- SCHOOL OF LOCK!（2015年-2016年、2019年11月18日、TOKYO FM）
- それなラジオ ～ハラケンと社会の冒険者たち～（2020年4月4日-11月28日、岡山シティエフエム）

## 人物
- 海外にも観戦に行くほどのサッカー好き[16]。
- バルカン半島・中東・南アジア等30ヶ国放浪[16]。
- 好きな食べ物はメロンパン[17]。

## 発言
2021年10月、過去にTwitterで不適切な発言をしていたことが女性自身で報じられた。本件に関する取材に対して、事務所はコメントを控えることと、2021年10月19日に公示される衆院選へは出馬予定であることを回答していた。2021年11月24日、公式HPに「過去のツイッター上での投稿に関して」というタイトルで謝罪文が掲載された。

## 選挙歴
| 当落 | 選挙                     | 執行日         | 年齢 | 選挙区       | 政党       | 得票数     | 得票率 | 定数 | 得票順位 /候補者数 | 政党内比例順位 /政党当選者数 |
| ---- | ------------------------ | -------------- | ---- | ------------ | ---------- | ---------- | ------ | ---- | ------------------ | ---------------------------- |
| 落   | 第25回参議院議員通常選挙 | 2019年07月21日 | 33   | 岡山県選挙区 | 立憲民主党 | 24万8990票 | 35.63% | 1    | 2/3                | /                            |
| 落   | 第49回衆議院議員総選挙   | 2021年10月31日 | 35   | 岡山県第1区  | 立憲民主党 | 6万5499票  | 39.59% | 1    | 2/3                | 5/2                          |
| 落   | 第50回衆議院議員総選挙   | 2024年10月27日 | 38   | 岡山県第1区  | 立憲民主党 | 5万1535票  | 31.95% | 1    | 2/5                | 4/3                          |